# Tatjana Masurenko
Tatjana Masurenko, russisch Татьяна Мазуренко, (* 21. Januar 1965 in Duschanbe, Tadschikistan) ist eine deutsche Bratschistin und Hochschullehrerin russischer Abstammung.

## Leben und Wirken
Tatjana Masurenko stammt aus einer russischen Familie von Wissenschaftlern und Jazzmusikern. Sie wuchs in Leningrad auf und studierte dort sowie anschließend in Deutschland bei Kim Kashkashian und Nobuko Imai. Einen wichtigen Einfluss auf ihre künstlerische Entwicklung hatten vor allem die Begegnungen mit Boris Pergamenschikow, György Kurtág und Brigitte Fassbaender. Tatjana Masurenko gastiert als Solistin mit Orchestern in Konzertsälen Europas und Asiens.
Sie hatte Auftritte bei der Mozartwoche Salzburg, dem Bachfest Leipzig, Rheingau Musik Festival, Schubertiade Schwarzenberg, Musiktage Mondsee, „Spannungen“ Heimbach, Marlboro (USA), West Cork (Irland) sowie Istanbul (Türkei).
Zu ihren Kammermusikpartnern gehörten u. a. Heinrich Schiff, Gidon Kremer, Roglit Ishay, Steven Isserlis, Menahem Pressler, Lars Vogt, Isabelle Faust, Christian Tetzlaff, das Vogler-Quartett sowie Carolin Widmann, Jörg Widmann, Jana Bouškova und Roglit Ishay.
Von 2002 bis 2022 war Tatjana Masurenko Professorin für Viola an der Hochschule für Musik und Theater „Felix Mendelssohn Bartholdy“ Leipzig und unterrichtet seit 2019 in der gleichen Position an der Haute Ecole de Musique de Lausanne in Sion, Schweiz. Im Juni 2022 wurde sie an die Colburn School in den USA berufen.
Seit 2010 geht Tatjana Masurenko außerdem in den Bereich klassische Folklore und spielt diverse Programme mit Ensembles wie Wolga-Virtuosen-Quartett (russische Volksinstrumente) und KOTTOS aus Kopenhagen (internationale Folklore mit diversen Flöten, Gitarre, Cello und Akkordeon).
Seit 2018 beschäftigt sie sich intensiv mit dem Spiel der Viola d’amore und entwickelt ihr Repertoire Richtung Barock, Klassik und Moderne für dieses Instrument.
Gegenwärtig widmet sich Tatjana Masurenko intensiv der historischen Aufführungspraxis und dabei besonders der Spielweise des 19. Jahrhunderts und des romantischen Repertoires. Inspiriert von Jesper Christensens Ideen beschäftigt sie sich zusammen mit dem Pianisten Gilad Katznelson mit Interpretationsfragen dieser Musik, auch anhand von historischen Tondokumenten, die sie 2017 auf der CD „Just a motion on the air“ veröffentlichten.
Tatjana Masurenko ist künstlerische Leiterin das Iznik International Viola Camps in der Türkei und war in gleicher Position bis 2022 für die Kammermusikreihe „Viola plus“ an der Hochschule für Musik und Theater Leipzig tätig. 2008 initiierte sie den jährlichen Meisterkurs für Viola in Leipzig, den sie leitete.

Ihre Unterrichtsweise ist auf der St. Petersburger Tradition des 19./frühen 20. Jahrhunderts aufgebaut und verschmilzt mit den neuen Ideen und Empfindungen des 20./21. Jahrhunderts, vor allem in der Interpretation von Barock und Klassik.

## Auszeichnungen
Tatjana Masurenko erhielt und ist Preisträgerin des
- Internationalen Viola-Wettbewerbs Lionel Tertis
- Yuri-Bashmet-Wettbewerbs

Für ihre CD-Aufnahmen „British Viola Concertos“ (Coviello Classics) und Viola-Konzert von Karl Amadeus Hartmann (Capriccio) wurde sie ausgezeichnet mit dem
- Preis der deutschen Schallplattenkritik
- Diapason découverte
- Supersonic Award (Pizzicato).

## Instrumente
Tatjana Masurenko spielt eine Viola von P. A. Testore, Mailand 1756, und ein eigens für sie gebautes Instrument von Jürgen Manthey, Leipzig 2017, der neue akustische und klangliche Bauweisen entwickelt hat, die seine Instrumente deutlich von anderen unterscheiden. Außerdem spielt sie eine Viola d’amore von Charles Jacquot, Paris 1849. Passend zur Stilrichtung wechselt sie die Bögen.

## Uraufführungen
Im Bereich der zeitgenössischen Musik hat Tatjana Masurenko mehrere Werke zur Uraufführung gebracht. Zu den Komponisten, mit denen sie zusammenarbeitet, zählen Moritz von Gagern, Dimitri Terzakis, Wolfgang Rihm, Spiros Mouchagier und Luca Lombardi.
- 2015, Nejat Başeğmezler, Meine kleine Bachmusik für Viola, Streicher und Cembalo, mit dem Bratschistenfreunde-Kammerorchester Leipzig
- 2013–2015, Nejat Başeğmezler, diverse Werke für Viola-Ensembles, uraufgeführt vom Leipziger Viola-Ensemble, Leitung: Tatjana Masurenko
- 2012: Dimitri Terzakis: Sonetto für Viola und Klavier
- 2008: Wolfgang Rihm: Doppelgesang für Viola, Klarinette und Orchester, Deutsche Erstaufführung mit dem Gewandhausorchester und Jörg Widmann unter Axel Kober[2]
- 2007 Dimitri Terzakis, Sappho-Zyklus für Viola solo
- 2007: Moritz von Gagern: „Auffädeln“ für Sprecherin und Viola (mit Brigitte Fassbaender)
- 2006 Spiros Mouchagier, Griechische Tänze für Viola und Klavier
- 2005 Dimitri Terzakis, Visionen, die Schalen des Zorns betreffend (2004) für Chor und Viola ad lib. Uraufführung: 29. Januar 2005, Leipzig, Thomaskirche, mit dem Thomanerchor
- 2005 Spiros Mouchagier, Terirem für Viola und Kammerorchester
- 2004 Johannes Dittmar, op. 8 für Viola solo
- 2004 Dimitri Terzakis, Hero und Leander für Viola solo
- 2003 Dimitri Terzakis, Solo für Tanja für Viola solo

## Diskografie
- Dances of Light. Musik für Viola und Volksinstrumente-Quartett von Nikolai Andrejewitsch Rimski-Korsakow, Alexander Konstantinowitsch Glasunow, Modest Petrowitsch Mussorgski und Alexander Porfirjewitsch Borodin. Tatjana Masurenko (Viola), Yaruss Quartett. Hänssler Profil PH23020, 2023
- Just a Motion on the Air. "Nur wie ein Bewegen der Lüfte". Werke für Viola und Klavier von Ernst Krenek und Robert Schumann. Tatjana Masurenko (Viola), Jens Elvekjær, Gilad Katznelson (Klavier). Coviello Classics, COV 91619
- White Nights. Vol. 1. Violamusik aus Sankt Petersburg. Werke von Dmitri Schostakowitsch, Michail Glinka, Alexander Glasunow, Igor Strawinski, Nikolai Rimski-Korsakow und Pjotr Tschaikowski. Tatjana Masurenko (Viola), Roglit Ishay (Klavier). Hänssler PH10029
- White Nights. Vol. 2.  Violamusik aus Sankt Petersburg. Werke von Sergej Prokofiew, Gennady Banschikow und Dmitri Schostakowitsch. Tatjana Masurenko (Viola), Roglit Ishay (Klavier). Hänssler PH11070
- Karl Amadeus Hartmann: Konzert für Bratsche und Klavier. Tatjana Masurenko (Viola), Frank-Immo Zichner (Klavier). Rundfunk-Sinfonieorchester Berlin, Dirigent: Marek Janowski[3]
- British Viola Concertos. William Walton: Concerto for Viola and Orchestra {1962 version, revised 2002}; Sally Beamish: Concerto No.1 for Viola and Orchestra (1995, revised 1998); Benjamin Britten: Lachrymae – Reflections on a song of Dowland,(Version from 1976 for Viola and String Orchestra), Tatjana Masurenko, Viola, NDR Radiophilharmonie, Dirigent: Garry Walker[4][5]
- Viola Lumina. Johann Sebastian Bach: Suite II in d-Moll BWV 1008; Igor Strawinsky: Élégie (1944); Henri Vieuxtemps: Capriccio pour alto seule op. 61; Paul Hindemith: Sonate für Bratsche allein op. 31/4 (1923)[6]
- Porträt Tatjana Masurenko mit Nina Kogan, Piano: Johannes Brahms: Sonate Es-Dur für Klavier und Viola op. 120 Nr. 2; George Enescu: Concertstück pour alto avec accompagnement de piano; Benjamin Britten: Lachrymae - Reflections on a song of Dowland - für Viola und Klavier op. 48; Darius Milhaud: Quatre Visages pour alto et piano; Paul Hindemith: Sonate op. 25 Nr. 1
- Dimitri Terzakis: Hero und Leander (2007). Christian Oliviera (Sprecher), Tatjana Masurenko (Viola), Andrès Maupoint (Piano)
- Wolfgang Amadeus Mozart: Figaro-Suite für Streichquartett mit Jan Vogler u. a. (Sony)